# أليسيدس بانديرا
أليسيدس بانديرا (بالإسبانية: Alcides Eduardo Bandera)‏ هو لاعب كرة قدم أوروغواياني في مركز الهجوم، ولد في 5 فبراير 1978 في بايساندو في الأوروغواي. لعب مع Centauros Villavicencio ‏.